# 의왕부곡중학교
의왕부곡중학교(義王富谷中學校)는 대한민국 경기도 의왕시 월암동에 있는 공립 중학교이다.

## 학교 연혁
- 1993년 1월 11일 : 부곡중학교 6학급 설립인가
- 1993년 3월 1일 : 초대 고중권 교장 취임
- 1996년 1월 13일 : 의왕부곡중학교로 교명 변경
- 1996년 2월 15일 : 제1회 졸업식 264명
- 1996년 10월 4일 : 신축 교사로 이전
- 2021년 1월 11일 : 제26회 졸업생 189명(총 7,487명)
- 2021년 3월 1일 : 제12대 곽노옥 교장 취임

2024년 3월 4일 제13대 강순실 교장 취임
- 2021년 3월 1일 : 제29회 신입생 입학(224명)

## 참고 자료
- 의왕부곡중학교 - 한국교육학술정보원 학교알리미